# Watson (Minnesota)
Watson – miasto położone w hrabstwie Chippewa, w zachodniej części stanu Minnesota
Liczy 209 mieszkańców.